# Chionochloa flavescens
Chionochloa flavescens är en gräsart som beskrevs av Victor Dmitrievich Zotov. Chionochloa flavescens ingår i släktet Chionochloa och familjen gräs.

## Underarter
Arten delas in i följande underarter:
- C. f. brevis
- C. f. hirta
- C. f. lupeola

## Bildgalleri

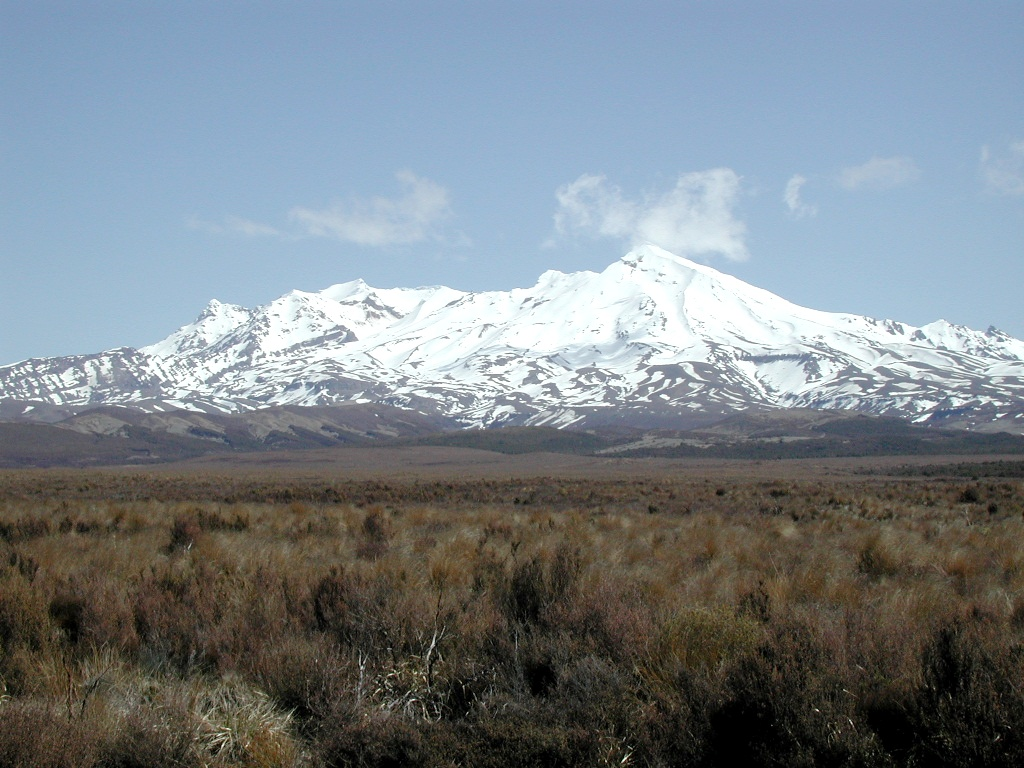
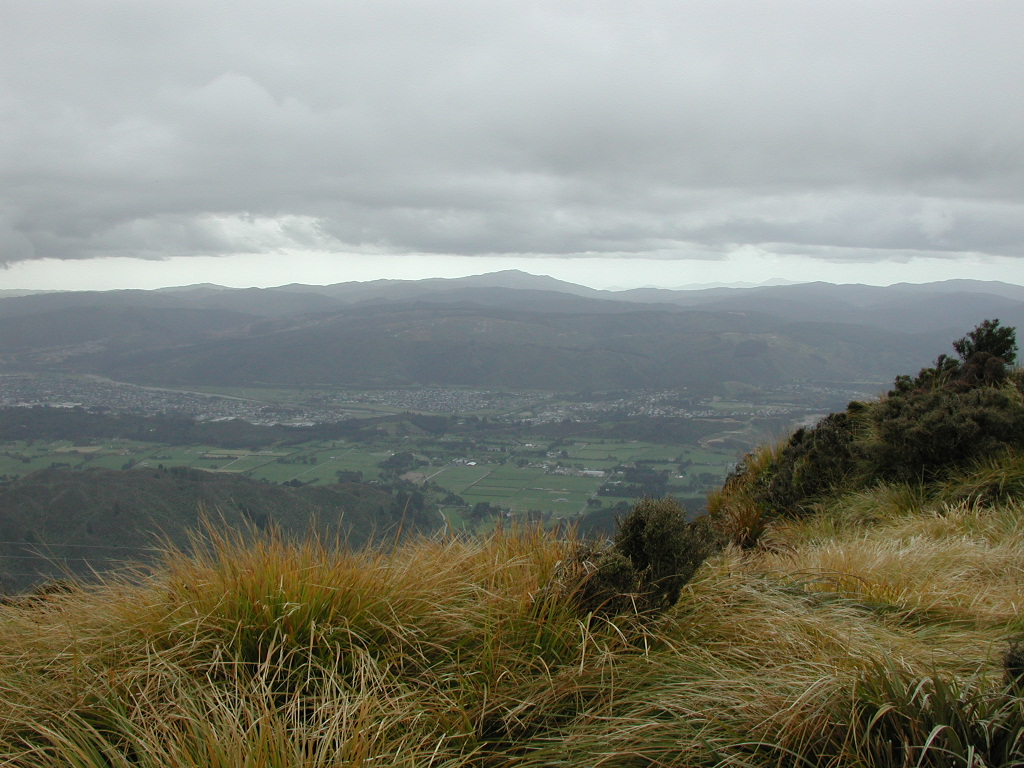